# 福田貞男
福田 貞男（ふくだ さだお、1942年7月17日 - ）は、日本の経営者。サッポロビール社長を務めた。

## 経歴
東京都出身。1965年、学習院大学経済学部を卒業し、同年、サッポロビールに入社。2003年3月に専務に就任し、同年7月には社長に昇格し、2005年3月までに務めた。